# Liste der Stolpersteine in Hammersbach
Die Liste der Stolpersteine in Hammersbach enthält die Stolpersteine, die in der hessischen Stadt Hammersbach verlegt worden sind. Stolpersteine erinnern an das Schicksal der Menschen, die von den Nationalsozialisten ermordet, deportiert, vertrieben oder in den Suizid getrieben wurden. Die Stolpersteine wurden von Gunter Demnig konzipiert und verlegt. Sie liegen im Regelfall vor dem letzten selbstgewählten Wohnsitz des Opfers.
Die erste Verlegung von sechs Stolpersteinen erfolgte am 11. Februar 2015.

## Verlegte Stolpersteine

### Langen-Bergheim
Im Stadtteil Langen-Bergheim wurden sieben Stolpersteine an zwei Adressen verlegt 
| Stolperstein | Inschrift                                                                                             | Verlegeort                                      | Name, Leben                                       |
| --- | --- | ----------------------------------------------- | ------------------------------------------------- |
| Bild gesucht Die Wikipedia wünscht sich an dieser Stelle ein Bild vom Ort mit diesen Koordinaten 50.2356477 8.9996457134 . Motiv: Stolperstein Falls du dabei helfen möchtest, erklärt die Anleitung , wie das geht. BW | HIER WOHNTE BERTHA LÖWENSTEIN GEB. STRAUSS JG. 1879 DEPORTIERT 1941 KOWNO FORT IX ERMORDET 25.11.1941 | Hintergasse 26 Langen-Bergheim                  | Bertha Löwenstein, geborene Strauss (1879-1941)   |
| Bild gesucht Die Wikipedia wünscht sich an dieser Stelle ein Bild vom Ort mit diesen Koordinaten 50.2356477 8.9996457134 . Motiv: Stolperstein Falls du dabei helfen möchtest, erklärt die Anleitung , wie das geht. BW | HIER WOHNTE JAKOB LÖWENSTEIN JG. 1879 DEPORTIERT 1941 KOWNO FORT IX ERMORDET 25.11.1941               | Hintergasse 26 Langen-Bergheim                  | Jakob Löwenstein (1879-1941)                      |
| Bild gesucht Die Wikipedia wünscht sich an dieser Stelle ein Bild vom Ort mit diesen Koordinaten 50.2356477 8.9996457134 . Motiv: Stolperstein Falls du dabei helfen möchtest, erklärt die Anleitung , wie das geht. BW | HIER WOHNTE KATINKA LÖWENSTEIN VERH. TREIDEL JG. 1905 FLUCHT 1935 PALÄSTINA                           | Hintergasse 26 Langen-Bergheim                  | Katinka Löwenstein, verheiratete Treidel (1905-)  |
| Bild gesucht Die Wikipedia wünscht sich an dieser Stelle ein Bild vom Ort mit diesen Koordinaten 50.2356477 8.9996457134 . Motiv: Stolperstein Falls du dabei helfen möchtest, erklärt die Anleitung , wie das geht. BW | HIER WOHNTE ROSA LÖWENSTEIN VERH. NEUMANN JG. 1907 FLUCHT 1938 USA                                    | Hintergasse 26 Langen-Bergheim                  | Rosa Löwenstein, verheiratete Neumann (1907-)     |
| Bild gesucht Die Wikipedia wünscht sich an dieser Stelle ein Bild vom Ort mit diesen Koordinaten 50.23476497 8.99810068 . Motiv: Stolperstein Falls du dabei helfen möchtest, erklärt die Anleitung , wie das geht. BW  | HIER WOHNTE HANNA ELEONORE SCHILDGER JG. 1928 FLUCHT 1938 USA                                         | Hanauer Straße gegenüber 16 · Langen-Bergheim · | Hanna Eleonore Schildger (1928-)                  |
| Bild gesucht Die Wikipedia wünscht sich an dieser Stelle ein Bild vom Ort mit diesen Koordinaten 50.23476497 8.99810068 . Motiv: Stolperstein Falls du dabei helfen möchtest, erklärt die Anleitung , wie das geht. BW  | HIER WOHNTE HEDWIG SCHILDGER GEB. LÖWENSTEIN JG. 1897 FLUCHT 1938 USA TOT 23.6.1944 NEW YORK          | Hanauer Straße gegenüber 16 · Langen-Bergheim · | Hedwig Schildger, geborene Löwenstein (1897-1944) |
| Bild gesucht Die Wikipedia wünscht sich an dieser Stelle ein Bild vom Ort mit diesen Koordinaten 50.23476497 8.99810068 . Motiv: Stolperstein Falls du dabei helfen möchtest, erklärt die Anleitung , wie das geht. BW  | HIER WOHNTE WILHELM SCHILDGER JG. 1897 FLUCHT 1938 USA                                                | Hanauer Straße gegenüber 16 · Langen-Bergheim · | Wilhelm Schildger (1897-)                         |

### Marköbel
Im Stadtteil Marköbel wurden 49 Stolpersteine verlegt 
| Stolperstein | Inschrift | Verlegeort                    | Name, Leben                                          |
| ------------ | --- | ----------------------------- | ---------------------------------------------------- |
|              | HIER WOHNTE GOTTFRIED APPEL JG. 1900 'SCHUTZHAFT' 1938-1939 KZ BUCHENWALD UNFREIWILLIG VERZOGEN FRANKFURT / MAIN DEPORTIERT 1941 GHETTO MINSK ERMORDET     | Nordstraße 14 Marköbel        | Gottfried Appel (1900-1941/45)                       |
|              | HIER WOHNTE MAX ERWIN APPEL JG. 1927 UNFREIWILLIG VERZOGEN 1939 FRANKFURT / MAIN FLUCHT PALÄSTINA                                                          | Nordstraße 14 Marköbel        | Gottfried Appel (1927-)                              |
|              | HIER WOHNTE MELITTA APPEL GEB. LÖBENSTEIN JG. 1898 UNFREIWILLIG VERZOGEN 1939 FRANKFURT / MAIN DEPORTIERT 1941 GHETTO MINSK ERMORDET                       | Nordstraße 14 Marköbel        | Melitta Appel, geborene Löbenstein (1898-1941/45)    |
|              | HIER WOHNTE BERTA FULD GEB. LÖBENSTEIN JG. 1876 UNFREIWILLIG VERZOGEN 1938 FRANKFURT / MAIN DEPORTIERT 1942 THERESIENSTADT ERMORDET 1.1.1944               | Hauptstraße 14 Marköbel       | Berta Fuld, geborene Löbenstein (1876-1944)          |
|              | HIER WOHNTE LORE FULD JG. 1930 UNFREIWILLIG VERZOGEN 1938 FRANKFURT / MAIN FLUCHT 1939 USA                                                                 | Hauptstraße 14 Marköbel       | Lore Fuld (1930-)                                    |
|              | HIER WOHNTE MAX FULD JG. 1875 UNFREIWILLIG VERZOGEN 1938 FRANKFURT / MAIN DEPORTIERT 1942 THERESIENSTADT ERMORDET 21.6.1944                                | Hauptstraße 14 Marköbel       | Max Fuld (1875-1944), war Manufakturwarenhändler.    |
|              | HIER WOHNTE ROSEL FULD GEB. GERNSHEIMER JG. 1903 UNFREIWILLIG VERZOGEN 1938 FRANKFURT / MAIN FLUCHT 1939 USA                                               | Hauptstraße 14 Marköbel       | Rosel Fuld, geborene Gernsheimer (1903-)             |
|              | HIER WOHNTE SALLY FULD JG. 1902 'SCHUTZHAFT' 1938 KZ BUCHENWALD ZWANGSARBEIT 1939 FLUCHT USA                                                               | Hauptstraße 14 Marköbel       | Sallyl Fuld, genannt Sol (1902-)                     |
|              | HIER WOHNTE GERTY KATZ GEB. WEICHSEL JG. 1880 UNFREIWILLIG VERZOGEN 1938 FRANKFURT / MAIN DEPORTIERT 1941 GHETTO MINSK ERMORDET                            | Hauptstraße 16 Marköbel       | Gerty Katz, geborene Weichsel (1880-1941/45)         |
|              | HIER WOHNTE HUGO KATZ JG. 1914 UNFREIWILLIG VERZOGEN 1938 FRANKFURT / MAIN FLUCHT KANADA                                                                   | Hauptstraße 27 Marköbel       | Hugo Katz (1914-)                                    |
|              | HIER WOHNTE JULIUS KATZ JG. 1883 UNFREIWILLIG VERZOGEN 1938 FRANKFURT / MAIN SCHICKSAL UNBEKANNT                                                           | Hauptstraße 27 Marköbel       | Julius Katz (1883-)                                  |
|              | HIER WOHNTE NANNY KATZ JG. 1883 UNFREIWILLIG VERZOGEN 1938 FRANKFURT / MAIN SCHICKSAL UNBEKANNT                                                            | Hauptstraße 27 Marköbel       | Nanny Katz (1883-)                                   |
|              | HIER WOHNTE SELIGMANN KATZ JG. 1874 UNFREIWILLIG VERZOGEN 1938 FRANKFURT / MAIN DEPORTIERT 1941 GHETTO MINSK ERMORDET                                      | Hauptstraße 16 Marköbel       | Seligmann Katz (1874-1941/45)                        |
|              | HIER WOHNTE SAMY KATZ JG. 1908 UNFREIWILLIG VERZOGEN 1938 FRANKFURT / MAIN DEPORTIERT 1941 GHETTO MINSK ERMORDET                                           | Hauptstraße 16 Marköbel       | Samy Katz (1908-1941/45)                             |
|              | HIER WOHNTE ADOLF LICHTENSTEIN JG. 1910 FLUCHT 1937 USA | Ringstraße 2 Marköbel         | Adolf Lichtenstein (1910-)                           |
|              | HIER WOHNTE ALICE LICHTENSTEIN JG. 1905 FLUCHT 1935 PALÄSTINA                                                                                              | Ringstraße 2 Marköbel         | Alice Lichtenstein (1905-)                           |
|              | HIER WOHNTE BERTHA LICHTENSTEIN GEB. SCHÖNEBERG JG. 1873 UNFREIWILLIG VERZOGEN 1939 FRANKFURT FLUCHT USA                                                   | Rüdigheimer Straße 2 Marköbel | Bertha Lichtenstein, geborene Schöneberg (1873-)     |
|              | HIER WOHNTE BERTOLD LICHTENSTEIN JG. 1907 FLUCHT 1935 PALÄSTINA                                                                                            | Ringstraße 2 Marköbel         | Bertold Lichtenstein (1907-)                         |
|              | HIER WOHNTE BETTCHEN LICHTENSTEIN GEB. MEYER JG. 1853 UNFREIWILLIG VERZOGEN 1938 FRANKFURT / MAIN SCHICKSAL UNBEKANNT                                      | Hauptstraße 30 Marköbel       | Bettchen Lichtenstein, geborene Meyer (1853-1938/45) |
|              | HIER WOHNTE BETTY LICHTENSTEIN JG. 1908 UNFREIWILLIG VERZOGEN 1939 FRANKFURT SCHICKSAL UNBEKANNT                                                           | Ringstraße 2 Marköbel         | Betty Lichtenstein (1908-)                           |
|              | HIER WOHNTE EDITH LICHTENSTEIN JG. 1920 UNFREIWILLIG VERZOGEN 1934 FRANKFURT FLUCHT USA                                                                    | Rüdigheimer Straße 2 Marköbel | Edith Lichtenstein (1920-)                           |
|              | HIER WOHNTE EDUARD LICHTENSTEIN JG. 1869 UNFREIWILLIG VERZOGEN 1939 FRANKFURT DEPORTIERT 1942 THERESIENSTADT ERMORDET 11.1.1944                            | Ringstraße 2 Marköbel         | Eduard Lichtenstein (1869-1944)                      |
|              | HIER WOHNTE HERBERT LICHTENSTEIN JG. 1876 UNFREIWILLIG VERZOGEN 1934 FRANKFURT DEPORTIERT 1941 MAJDANEK ERMORDET 26.9.1942                                 | Rüdigheimer Straße 2 Marköbel | Herbert Lichtenstein (1876-1942)                     |
|              | HIER WOHNTE ISAAC LICHTENSTEIN JG. 1900 FLUCHT 1933 PALÄSTINA                                                                                              | Ringstraße 2 Marköbel         | Isaac Lichtenstein (1900-)                           |
|              | HIER WOHNTE JULIUS LICHTENSTEIN JG. 1893 UNFREIWILLIG VERZOGEN 1934 FRANKFURT DEPORTIERT 1941 MAJDANEK ERMORDET 26.9.1942                                  | Rüdigheimer Straße 2 Marköbel | Julius Lichtenstein (1893-1942)                      |
|              | HIER WOHNTE LEO LICHTENSTEIN JG. 1915 UNFREIWILLIG VERZOGEN 1935 GEHRINGSDORF FLUCHT USA                                                                   | Ringstraße 2 Marköbel         | Leo Lichtenstein (1915-)                             |
|              | HIER WOHNTE LINA LICHTENSTEIN GEB. ZIMMERMANN JG. 1870 UNFREIWILLIG VERZOGEN 1939 FRANKFURT DEPORTIERT 1942 THERESIENSTADT ERMORDET 17.12.1942             | Ringstraße 2 Marköbel         | Lina Lichtenstein, geborene Zimmermann (1870-1942)   |
|              | HIER WOHNTE NATHAN LICHTENSTEIN JG. 1902 FLUCHT 1937 USA                                                                                                   | Ringstraße 2 Marköbel         | Nathan Lichtenstein (1902-)                          |
|              | HIER WOHNTE PAULA LICHTENSTEIN JG. 1913 UNFREIWILLIG VERZOGEN 1934 FRANKFURT FLUCHT USA                                                                    | Rüdigheimer Straße 2 Marköbel | Paula Lichtenstein (1913-)                           |
|              | HIER WOHNTE ROSA LICHTENSTEIN JG. 1899 UNFREIWILLIG VERZOGEN 1939 FRANKFURT DEPORTIERT 1942 THERESIENSTADT ERMORDET 12.3.1943                              | Ringstraße 2 Marköbel         | Rosa Lichtenstein (1899-1943)                        |
|              | HIER WOHNTE SELIGMANN LICHTENSTEIN JG. 1876 UNFREIWILLIG VERZOGEN 1939 FRANKFURT FLUCHT USA                                                                | Rüdigheimer Straße 2 Marköbel | Seligmann Lichtenstein (1876-)                       |
|              | HIER WOHNTE SIEGMUND LICHTENSTEIN JG. 1905 FLUCHT USA | Ringstraße 2 Marköbel         | Siegmund Lichtenstein (1910-)                        |
|              | HIER WOHNTE ABRAHAM LÖBENSTEIN JG. 1871 UNFREIWILLIG VERZOGEN 1938 FRANKFURT / MAIN DEPORTIERT 1942 THERESIENSTADT ERMORDET 23.3.1944                      | Ringstraße 19 Marköbel        | Abraham Löbenstein (1871-1944)                       |
|              | HIER WOHNTE CLARA LÖBENSTEIN VERH. HERPE JG. 1915 UNFREIWILLIG VERZOGEN 1939 FRANKFURT M. FLUCHT 1939 SHANGHAI USA                                         | Nordstraße 14 Marköbel        | Clara Löbenstein, verheiratete Herpe (1915-)         |
|              | HIER WOHNTE FANNY LÖBENSTEIN JG. 1922 UNFREIWILLIG VERZOGEN FRANKFURT M. DEPORTIERT 1941 MINSK ERMORDET                                                    | Hauptstraße 30 Marköbel       | Fanny Löbenstein (1922-1941/45)                      |
|              | HIER WOHNTE HELENE LÖBENSTEIN GEB. REINHARDT JG. 1883 UNFREIWILLIG VERZOGEN FRANKFURT M. DEPORTIERT 1941 MINSK ERMORDET                                    | Hauptstraße 30 Marköbel       | Helene Löbenstein, geborene Reinhardt (1883-1941/45) |
|              | HIER WOHNTE ROSA LÖBENSTEIN GEB. HALBERSTADT JG. 1869 GEDEMÜTIGT / ENTRECHTET TOT 19. JULI 1936                                                            | Ringstraße 19 Marköbel        | Rosa Löbenstein, geborene Halberstadt (1869-1936)    |
|              | HIER WOHNTE SELIGMANN LÖBENSTEIN JG. 1882 VERHAFTET 5.12.1938 BUCHENWALD ERMORDET 5.12.1938                                                                | Hauptstraße 30 Marköbel       | Seligmann Löbenstein (1882-1938)                     |
|              | HIER WOHNTE SOPHIE LÖBENSTEIN JG. 1853 UNFREIWILLIG VERZOGEN 1938 FRANKFURT / MAIN DEPORTIERT 1942 THERESIENSTADT ERMORDET 5.9.1942                        | Hauptstraße 30 Marköbel       | Sophie Löbenstein (1853-1942)                        |
|              | HIER WOHNTE ELISE REICHENBERG GEB. HECHT JG. 1879 UNFREIWILLIG VERZOGEN 1939 FRANKFURT M. DEPORTIERT 1942 THERESIENSTADT 1944 AUSCHWITZ ERMORDET           | Ringstraße 19 Marköbel        | Elise Reichenberg, geborene Hecht (1879-1944)        |
|              | HIER WOHNTE ELSE REICHENBERG JG. 1917 UNFREIWILLIG VERZOGEN 1939 FRANKFURT M. SCHICKSAL UNBEKANNT                                                          | Ringstraße 19 Marköbel        | Else Reichenberg (1917-1944)                         |
|              | HIER WOHNTE MAX REICHENBERG JG. 1880 UNFREIWILLIG VERZOGEN 1939 FRANKFURT M. DEPORTIERT 1942 THERESIENSTADT ERMORDET 5.11.1943                             | Ringstraße 19 Marköbel        | Max Reichenberg (1880-1943)                          |
|              | HIER WOHNTE HEDWIG STERN JG. 1897 UNFREIWILLIG VERZOGEN 1937 BRAUNSCHWEIG DEPORTIERT 1942 GHETTO WARSCHAU ERMORDET 1942                                    | Hauptstraße 30 Marköbel       | Hedwig Stern (1897-1942)                             |
|              | HIER WOHNTE LEOPOLD STERN JG. 1862 UNFREIWILLIG VERZOGEN 1937 BRAUNSCHWEIG 'SCHUTZHAFT' 1938 BUCHENWALD DEPORTIERT 1942 GHETTO WARSCHAU ERMORDET 31.3.1942 | Hauptstraße 30 Marköbel       | Leopold Stern (1862-1942)                            |
|              | HIER WOHNTE BLANKA ROSENFELD GEB. STRAUSS JG. 1908 UNFREIWILLIG VERZOGEN 1938 FRIEDBERG DEPORTIERT 1942 ERMORDET IM BESETZTEN POLEN                        | Hauptstraße 12 Marköbel       | Blanka Strauss (1908-1945)                           |
|              | HIER WOHNTE IDA STRAUSS JG. 1902 DEPORTIERT 1942 ERMORDET IM BESETZTEN POLEN                                                                               | Hauptstraße 12 Marköbel       | Ida Strauss (1902-1944)                              |
|              | HIER WOHNTE JULIUS STRAUSS JG. 1903 FLUCHT 1936 USA | Hauptstraße 12 Marköbel       | Julius Strauss (1903-)                               |
|              | HIER WOHNTE LEOPOLD STRAUSS JG. 1873 UNFREIWILLIG VERZOGEN 1938 FRIEDBERG DEPORTIERT 1942 THERESIENSTADT ERMORDET 7.4.1944                                 | Hauptstraße 12                | Leopold Strauss (1873-1944), war Viehhändler.        |
|              | HIER WOHNTE MAX STRAUSS JG. 1906 FLUCHT 1936 USA | Hauptstraße 12 Marköbel       | Max Strauss (1906-)                                  |

## Verlegedaten
- 11. Februar 2015: Rüdigheimer Straße 2 (6)
- 2. März 2017: Hintergasse 28, Nordstraße 14 (5)
- 18. Mai 2018: Rüdigheimer Straße 3 (11)
- 19. Mai 2021: (6)
- 10. November 2023: Hauptstraße, Nordstraße 14 (22)[1]